# Araucaria bernieri
Araucaria bernieri är en barrträdart som beskrevs av J.T. Buchholz. Araucaria bernieri ingår i släktet Araucaria och familjen Araucariaceae. IUCN kategoriserar arten globalt som sårbar. Inga underarter finns listade i Catalogue of Life.

## Bildgalleri

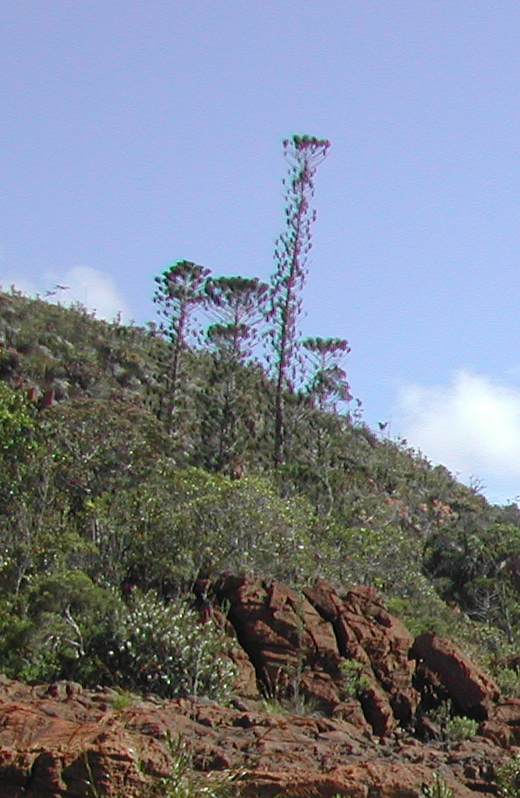
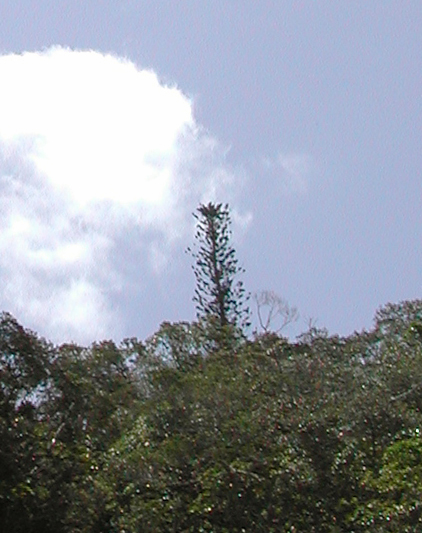
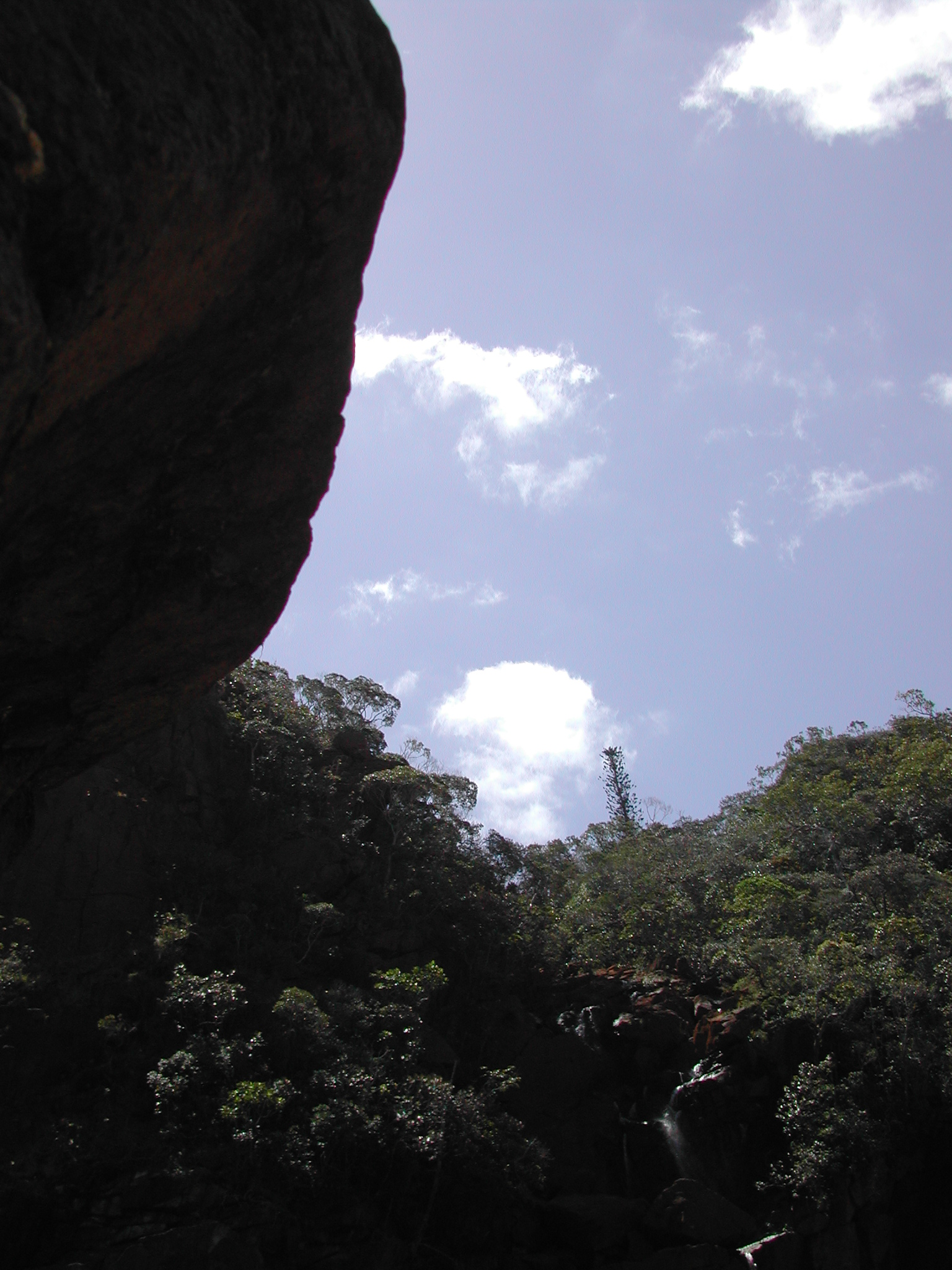
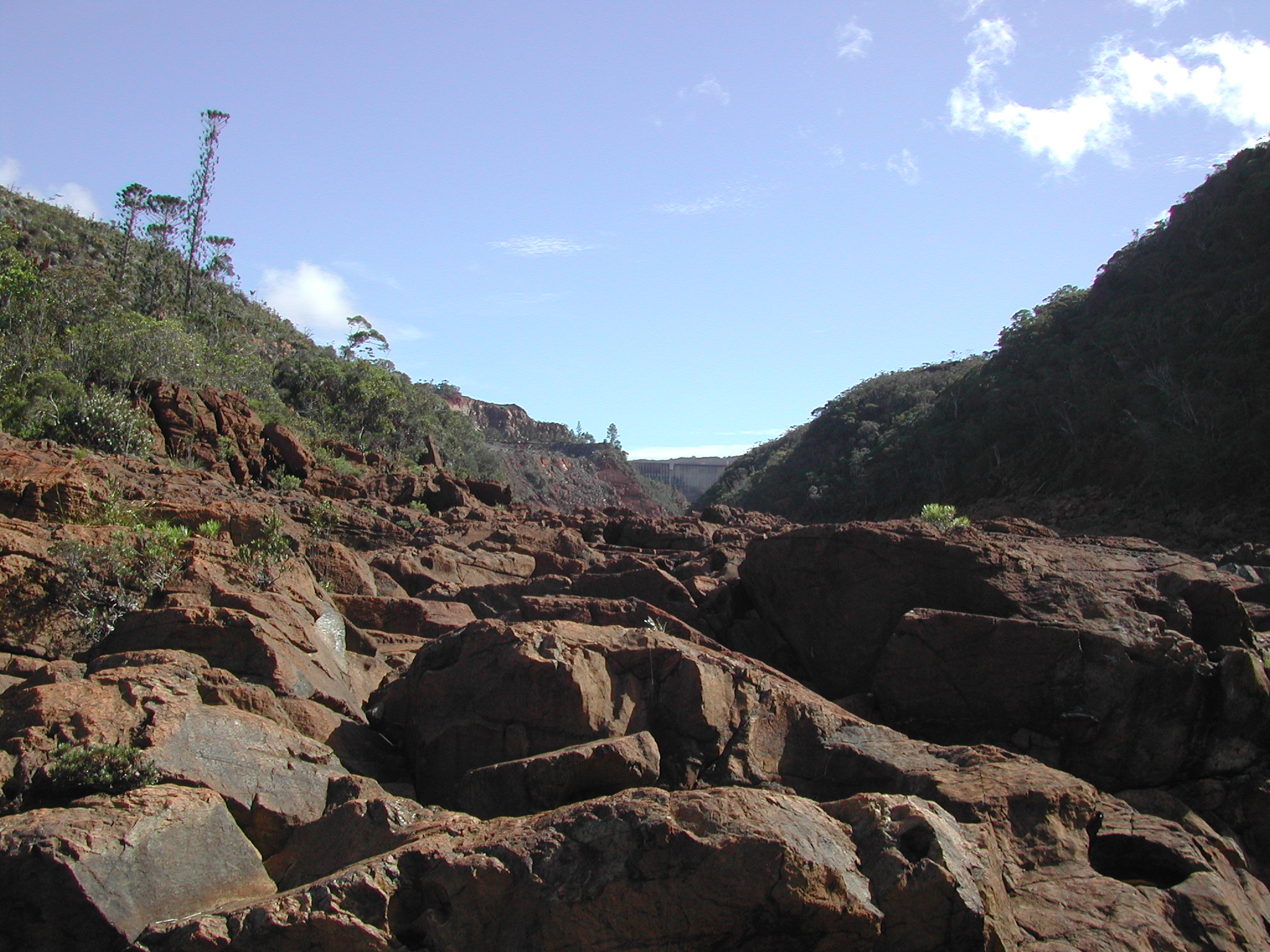